# Xavánte
Xavante (Chavante, Shavante; izgovor šavante; A’we, A’wen, Akuê, Akuê-Chavante, Akuen-Xavánte, Akuên-Xavante, Akwẽ, Akwe-Savante, Akwen, Awen).- Pleme iz središnje grane Ges (sing. Ge) ili Jê Indijanaca nastanjeno u brazilskim državama Mato Grosso i Goiás.  Danas Xavante, njih oko 8,000 (1994. prema SIL-u), živi u kojih 60 sela između rijeka Rio das Mortes ('Rijeka smrti') i Araguaie, uglavnom uz rijeke Mortes, Culuene, Couto de Magalhães, Boti i Garças.

## Porijeklo i jezik
Plemena Xavante, Xerente i Xakriaba ili Chikriaba kolektivno se nazivaju i Akuê, Akwẽ, Akwen, A’wen,  A’we ili Awen. U lingvističkoj literaturi ova središnja Ge skupina poznata je kao Acua. Lingvistički termin je nastao od gore navedenih naziva, kojima oni u vlastitim dijalektima nazivaju sami sebe. Prema ovako sličnim nazivima, daje se naslutiti da je porijeklo Središnjih Ge Indijanca veoma srodno. -U jeziku imaju 13 suglasnika i 13 samoglasnika, od njih 4 su nazalna.

## Život i običaji
Plemena Xavante i Xerente svojevremeno su živjeli duž rijeke Tocantins u Goiasu, pod pritiskom brazilskih seljaka 1840. oni se povlače na svoje sadašnje područje.  Negdje do 1940. godina, eventualno 1950. žive bez kontakta s vanjskim svijetom, neuznemiravani. Xavante su bili podijeljeni na dva klana ili polutke nazivane âwawẽ i po'reza'õno. Ove dvije polutke ili klana bila su naravno egzogamna kao što je to bio slučaj i kod Irokeza. Postojale su i ceremonije uvođenja dječaka u svijet odraslih. Kulminacija ove inicijacije bilo je bušenja uha drvenim štapićima. Ovi štapići kasnije se nose cijeloga života, ali se neprekidno zamjenjuju sve većim i većim. Sela Xavanta bila su postavljena u oblik potkovice, uvijek s ulazom koji gleda prema rijeci. Kuće su velike, od slame, oblika stoga sijena. Lov i ribolov glavno im je zanimanje.
- Lijep opis života ovog plemena, dok još nisu bili u kontaktu s civilizacijom, ostavio nam je Vladimir Kolar u svojoj putopisnoj knjizi 'Usamljene rijeka'.